# Schizoporella crassirostris
Schizoporella crassirostris är en mossdjursart som först beskrevs av Walter Douglas Hincks 1883.  Schizoporella crassirostris ingår i släktet Schizoporella och familjen Schizoporellidae. Inga underarter finns listade i Catalogue of Life.